# Винница (монитор)
«Ви́нница» (бел. «Вінніца») — монитор, относящийся к типу «Житомир»; один из четырёх мониторов этого типа.

## История корабля

### Служба вПольше
Как и большинство мониторов данного типа, монитор «Винница» был построен в г. Данциг на судоверфи Danziger Werft, и в апреле 1920 года под названием «Мозыж» («Mozyrz») вошёл в состав Вислянской флотилии. Первоначальное наименование было дано по названию г. Мозырь (ныне — в Гомельской области, Беларусь). 
В 1922 году переведён в первый дивизион Пинской флотилии. Поскольку г. Мозырь после советско-польской войны 1920 — 1921 гг. остался в составе Белорусской ССР, 31 июля 1923 года монитор «Mozyrz» был переименован в «Торунь» («Toruń»). С 17 октября 1931 года флотилия называлась Речная флотилия Военно-Морского флота Польши, «Toruń» находился в её третьем дивизионе. В 1930 и 1938—39 гг. мониторы данного типа прошли модернизацию.
Имеющиеся сведения о командирах: 1922 год — поручик Э. Шистовски, 1939 год — капитан Болеслав Паридзай.   

Однотипный монитор «Городищe». 1939

С начала Второй мировой войны монитор участвовал в противовоздушной обороне от налётов германской авиации. После вхождения Красной Армии на территорию Польши вместе с другими кораблями флотилии начал движение в сторону польско-германского фронта, однако из-за взорванного моста корабли не смогли пройти через Днепро-Бугский канал. «Toruń» был затоплен экипажем на 73 километре реки Припять 18 сентября 1939 года при приближении Красной Армии.

### Служба вСССР
5 октября он был поднят водолазами Днепровской военной флотилии и отбуксирован в судоремонтные мастерские Пинска. Прошёл ремонт и перевооружение в Киеве.
Отремонтированный монитор вступил в строй 24 октября 1939 года и вошёл в состав Днепровской военной флотилии, а 17 июля следующего года был включён в состав Пинской военной флотилии, сформированной из судов Днепровской.
Начало Великой Отечественной войны монитор «Винница» встретил в составе дивизиона мониторов в Пинске и выдвинулся по направлению к Бресту, но уже 24 июня вернулся в Пинск. 28 июня с оставлением Пинска корабль отступил к Лунинцу. 11 июля во флотилии было сформировано 3 отряда, «Винница» вошёл в Березинский отряд. 12 июля корабль перешёл в район г. Речица для поддержки контрудара 21-й армии. 15 июля он высадил десант партизан близ деревни Новая Белица Паричского района и осуществил огневую поддержку. В результате ответного огня монитор получил шесть попаданий и сел на мель. Сняться с мели не удалось, и немного после полуночи корабль был взорван экипажем. 37 человек личного состава «Винницы» отошли к городскому посёлку Паричи. 
Существует также утверждение, основанное на архивных документах, о том, что монитор «Винница» был потоплен 13 июля в результате ошибочного обстрела артиллерийской батареей одного из батальонов 487 стрелкового полка 232 стрелковой дивизии.

«Приведу… версию гибели «Винницы», согласно докладной записке за № 415 заместителя начальника особого отдела НКВД 21 армии полковника Агеенкова, адресованной 26 июля 1941 г. под грифом «совершенно секретно» секретарю ЦК КП(б)Б Беларуси Эйдинову и заместителю наркома НКВД БССР Духовичу. 
На заседании 13 июля 1941 г. в Паричах командир 487 стрелкового полка майор Гончарик приказал руководить операцией командиру батальона Рябикову, «которого в присутствии комиссара полка Пелюшенюка, своего помощника по строевой части майора Соколова и других командиров предупредил и проинструктировал, что операция будет проходить совместно с Пинской флотилией и партизанским отрядом, и тут же дал Рябикову указание проинформировать весь личный и командный состав, который будет принимать участие в операции». В район д. Новая Белица была послана батарея под командованием младшего лейтенанта Ломакина, которого Рябиков забыл проинформировать о совместных действиях с Пинской флотилией. «Ломакин, заметив замаскированные башни кораблей, — говорится далее в докладной записке, — принял их за немецкие танки и открыл огонь» […] «Флотилией, — говорится далее в документе под грифом „совершенно секретно“, — был открыт ответный огонь по батарее, другим частям 487 стрелкового полка и отряда Миклашевича, находившимся на берегу. В результате перестрелки из команды флотилии было 5 человек убито и 5 человек ранено». (Национальный архив Республики Беларусь, фонд 4, опись 1, дело 2, листы 148а—149а.) […] 
В дневнике Речицкого партизанского отряда А. Б. Миклашевича есть запись от 13 июля 1941 г., в которой говорится, что произошла артперестрелка между подразделениями Красной Армии и кораблями Пинской флотилии, в результате которой погибли партизаны Мороз и Петр Иванович Пацеенка. Здесь же сообщается, что в результате артобстрела потерян боевой корабль. (НАРБ, ф. 3943, оп. 1, д. 2.)». 
— Романцов В. А. Гибель корабля «Винница» — классическая трагедия в военном стиле.
Монитор «Винница» затонул у левого берега старого русла Березины.

## Экипаж
- Командир — старший лейтенант Юшин Б. А.
- Помощник командира — лейтенант Кабанец Александр Никитович (погиб у д. Новая Белица).
- Рулевые — краснофлотцы Кабанченко Ф. Е., Лукашук Владимир Авдеевич (погибли у д. Новая Белица).
- Сигнальщики — Лебединский М. Д. (погиб у д. Новая Белица); Порубаймих Тимофей[6].
- Командир БЧ-5 - Тищенко Петр Варфоломеевич.
- Мотористы — краснофлотцы Уродливый А. Т., Пашков И. Е. (ранены у д. Новая Белица)

## Подъём монитора. Память
25—27 августа 2007 года состоялась международная экспедиция по местам боёв моряков Пинской военной флотилии. Один из жителей д. Новая Белица Светлогорского (бывшего Паричского) района Гомельской области указал членам экспедиции точное место гибели корабля. На этом месте были произведены раскопки ямы размером 30×5 м, и на глубине одного метра обнаружились останки монитора. Они хранятся в Светлогорском историко-краеведческом музее.
У д. Новая Белица установлен памятный знак.